# Émile Antoine Bourdelle
Émile Antoine Bourdelle (Montauban, 1861. október 30. – Le Vésinet, 1929. október 1.) francia szobrász, Auguste Rodin mellett a 20. század elején a francia szobrászat legnagyobb jelentőségű mestere. Hatása kiterjedt a külföldi szobrászatra, így például Kisfaludi Strobl Zsigmondra is (főleg a nagy erejű íjazó Herkules).

## Életpályája
Montaubanban született, ahol egyes köztéri szobrai ma is láthatók. 
Művészeti tanulmányait a szomszédos Toulouse-ban kezdte. 1885-ben Párizsba ment és az École des Beaux-Artsban Alexandre Falguière tanítványa lett. Dalou, majd utóbb még inkább Auguste Rodin hatása alá került. Erre a hatásra emlékeztetnek mellszobrai, melyek között ennek a műfajnak kimagasló darabjai akadnak. A felfogás lendületessége és az előadás temperamentumossága jellemzi ezeket a műveit, köztük Ingres hatalmas mellszobrát (a montaubani Ingres Bourdelle Múzeumban), James George Frazer (Musée du Luxembourg, Párizs), Anatole France és Eugène Koeberlé dr. nagy jellemző erővel stilizált mellszobrait. Ebben az időszakában készült híres Íjazó Herkules-e is. Később egyre inkább távolodik Rodintól s az archaikus görög, meg a középkori szobrászatot tanulmányozva dolgozta ki egyéni stílusát.
Ettől fogva Bourdelle mind messzebb került a naturalizmustól, egyre inkább az építészet ritmusát követő szobrászi kifejezésre törekedett, és kereste a monumentális feladatokat. Ilyeneket azonban csak már a világháború elmúltával kapott. Ekkor mintázta meg Argentina számára Carlos María de Alvear tábornok hatalmas lovas szobrát, Párizs számára pedig Adam Mickiewicz mozgalmas és nagy lendületű emlékszobrát. 1920–22-ben készült Elszászi Szent Szüze, egy 6 m magasságú szoborcsoport, amelyet a középkori gótikus szobrászat stílusa inspirált. Utolsó monumentális szobrát, a háború halottainak emlékére mintázott, többszörös életnagyságú, lándzsás Minerva alakját már csak halála után, 1932-ben állíthatta fel szülővárosa.
Munkáinak hatása a kifejező mozdulaton és az egész formarendszer tömör egyszerűsítésén alapul.

## Neves tanítványai
- Emmanuel Auricoste,  (Franciaország)
- Daniel-Joseph Bacqué,  (Franciaország)
- Santos Balmori, (mexikói)
- Alfredo Bigatti, (Argentína)
- Ferenczy Béni (Magyarország)
- Alberto Giacometti (Svájc)
- René Iché (Franciaország)
- Aristide Maillol, (Franciaország)
- Federico Moller de Berg, (Uruguay)
- Pablo Curatella Manes, (Argentína)
- Antonio Pena, (Uruguay)
- Sesostris Vitullo, (Argentína).
- José Luis Zorrilla de San Martín, (Uruguay)

## Képgaléria

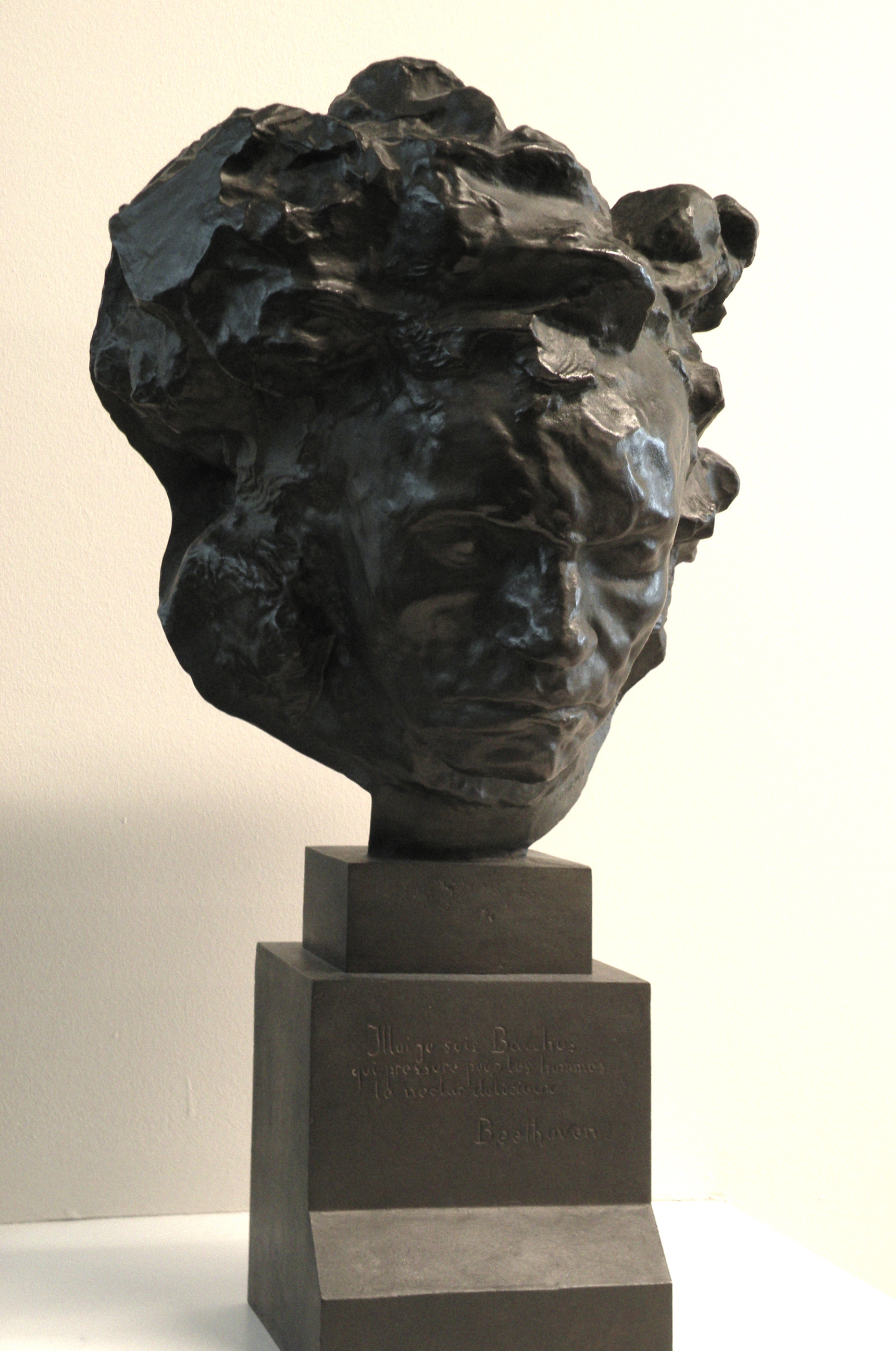
Beethoven mellszobra (1902-1903 táján), Le Havre, Musée d'art moderne André-Malraux
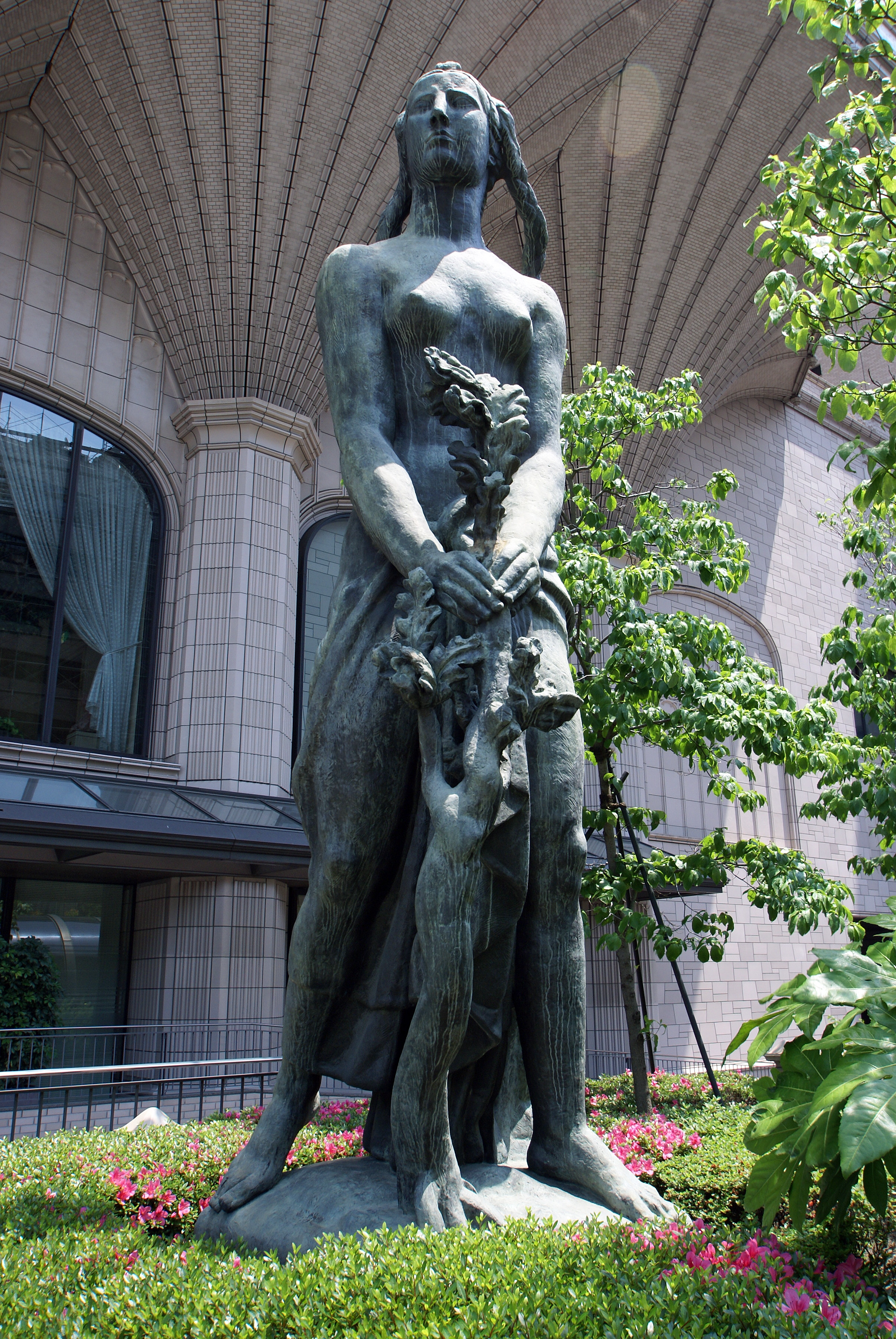
La Liberté, Oszaka
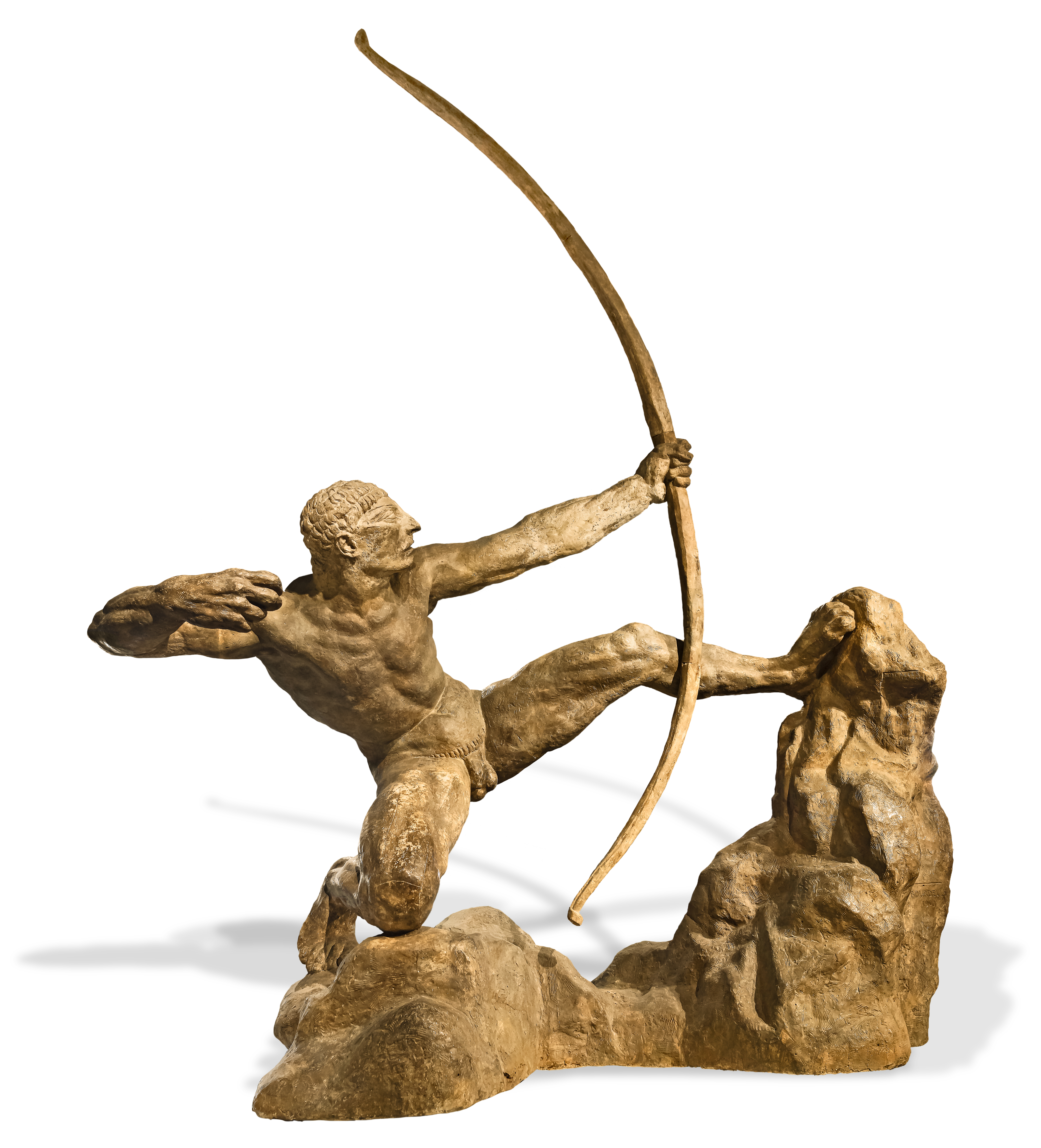
Nyilazó Herkules, 1909 Eredeti vakolat, Musée Ingres-Bourdelle
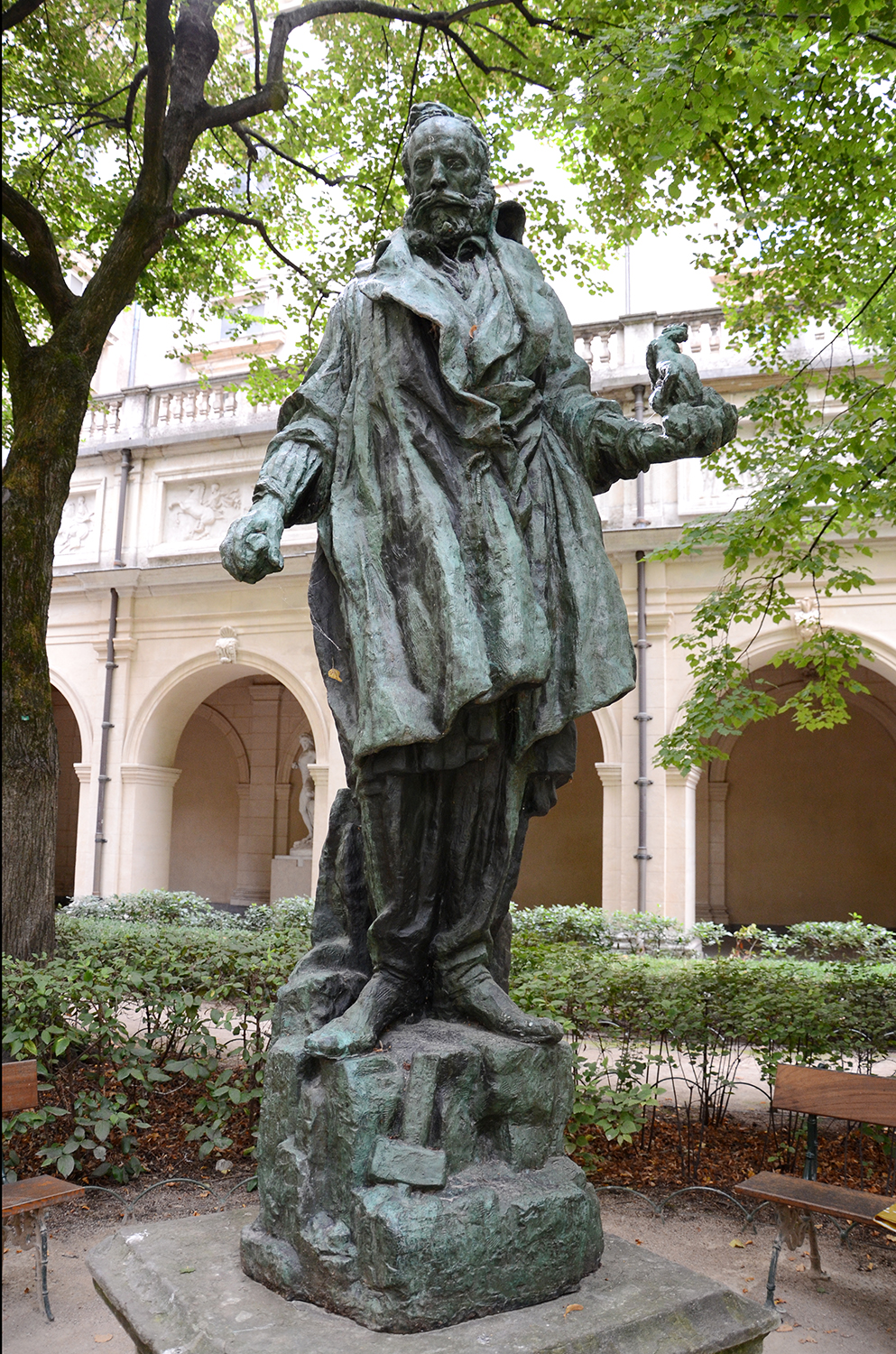
Carpeaux munka közben, Musée des Beaux-Arts de Lyon
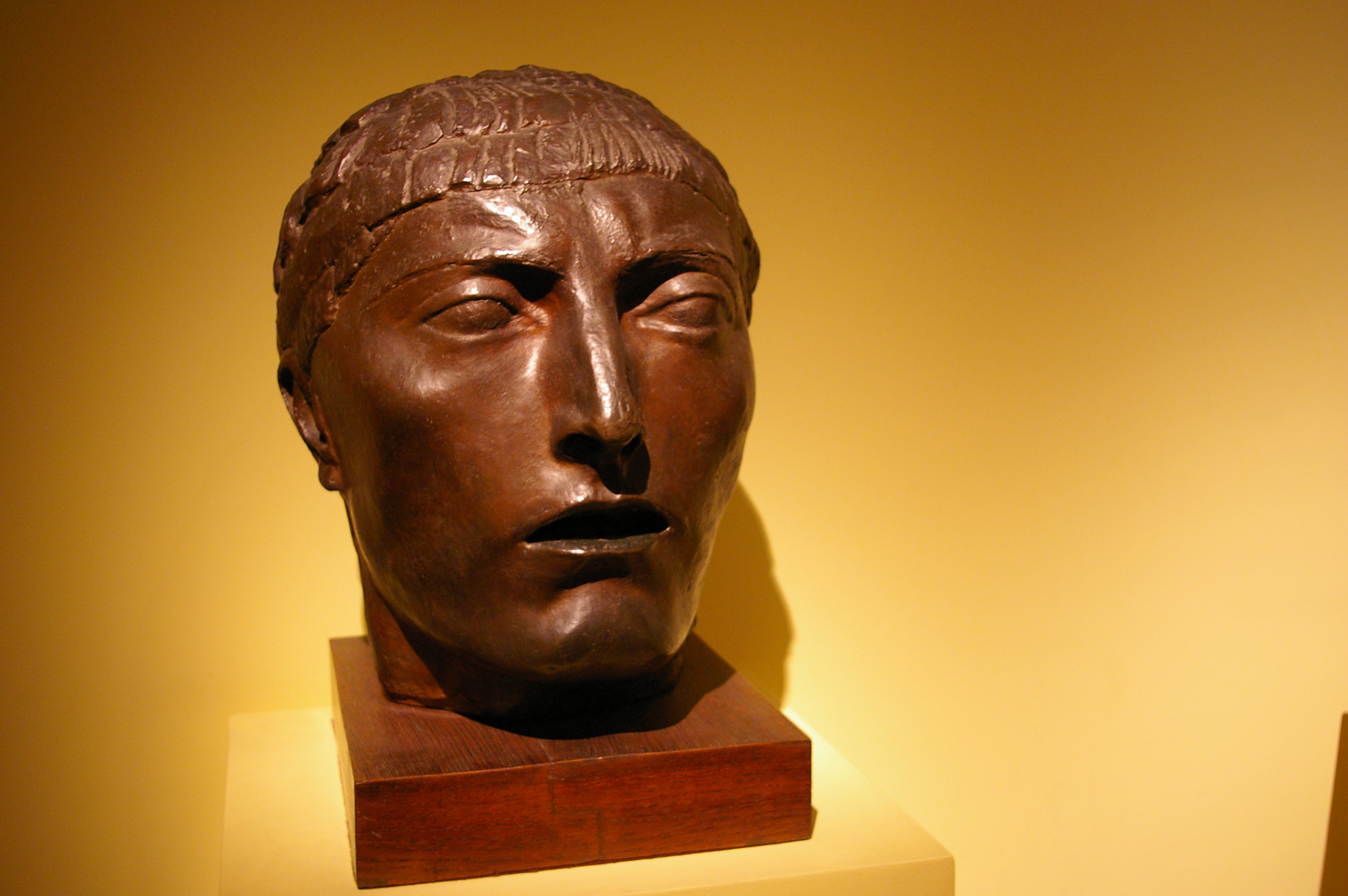
L'Éloquence, bronz, Buenos Aires, Musée national des Beaux-Arts (Argentína)
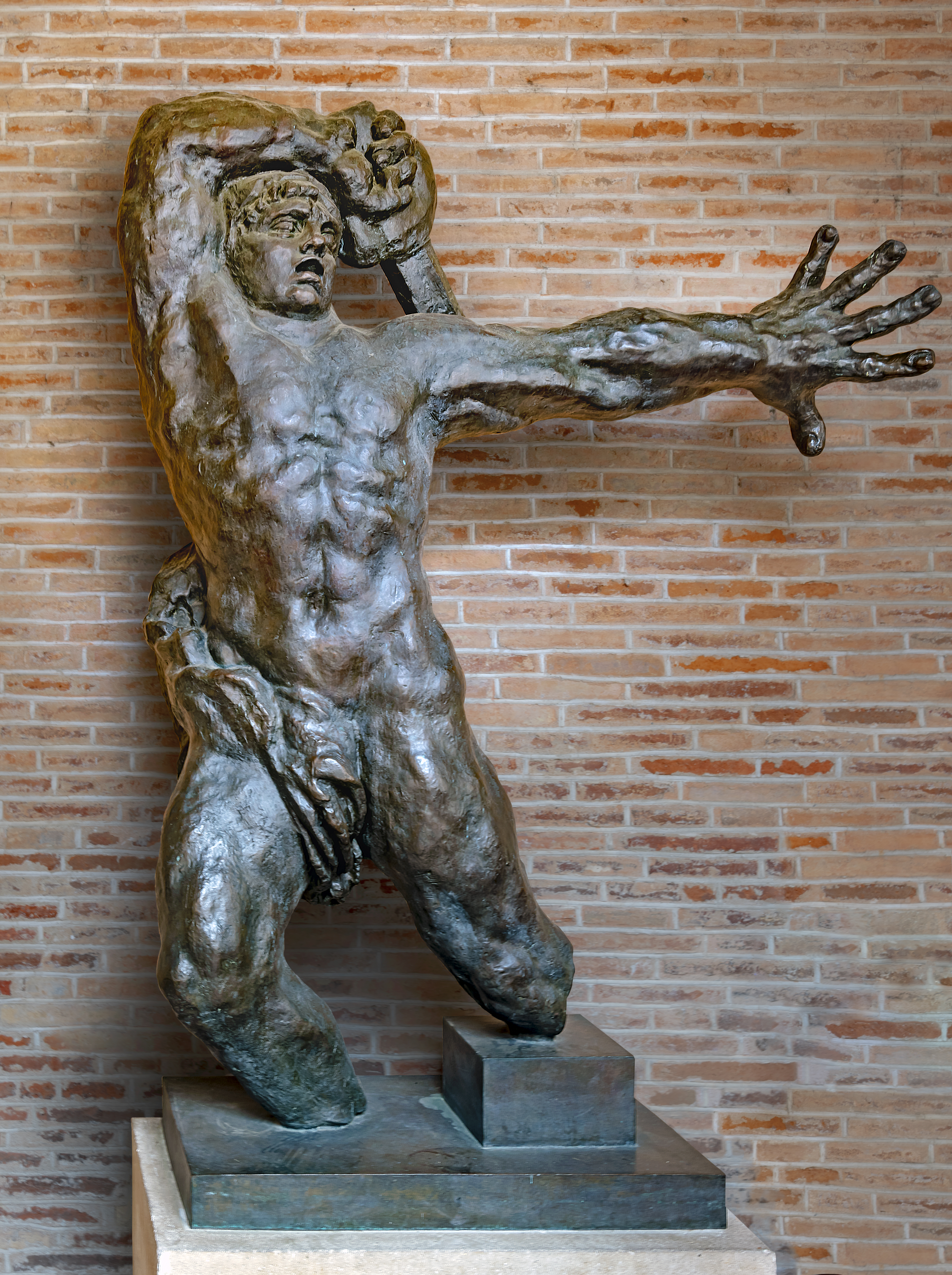
Grand Guerrier (1898-1900), Fondation Bemberg, Toulouse
Melankólia (1909), Mexikó, Musée Soumaya
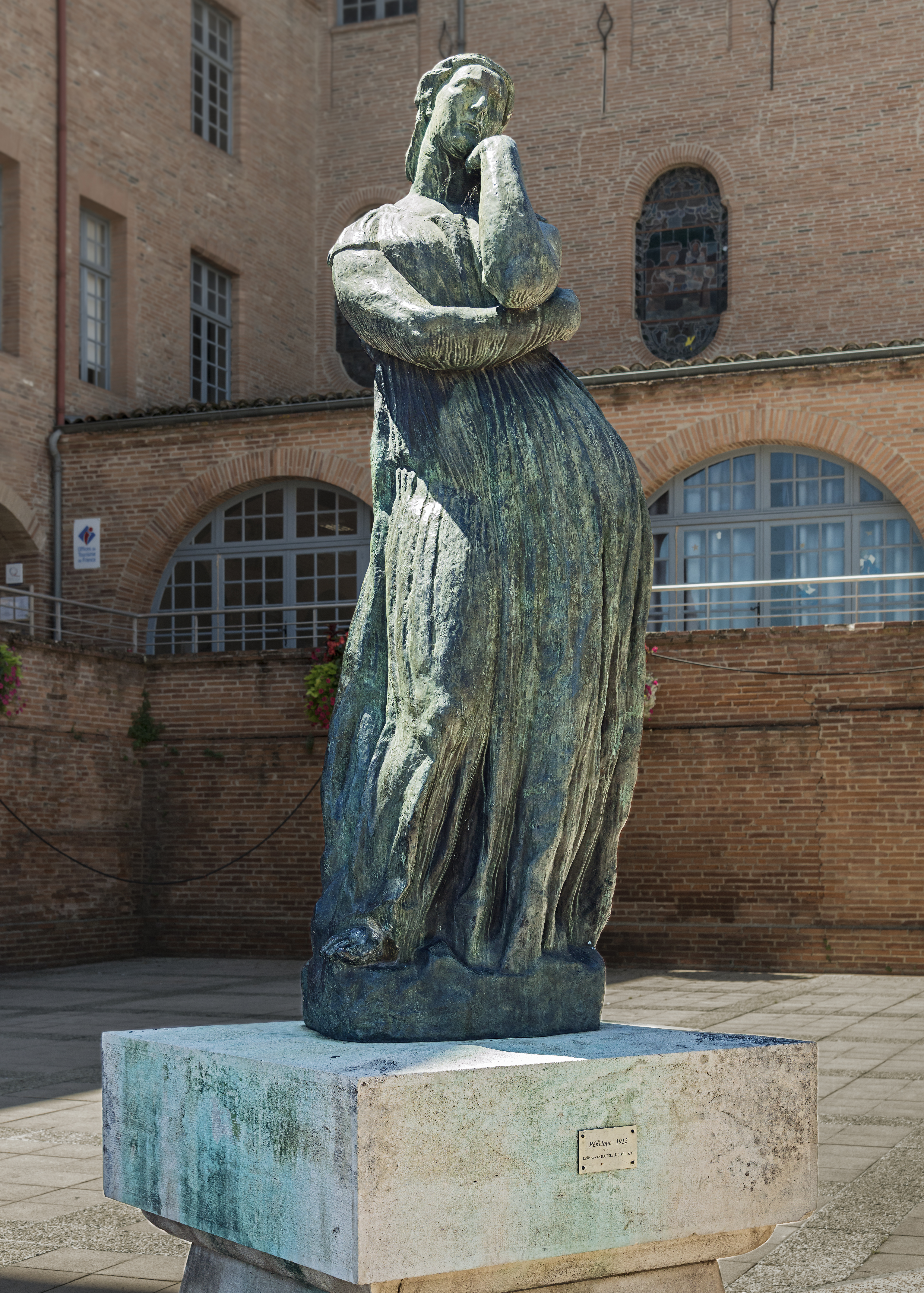
Pénélope (1912), Montauban
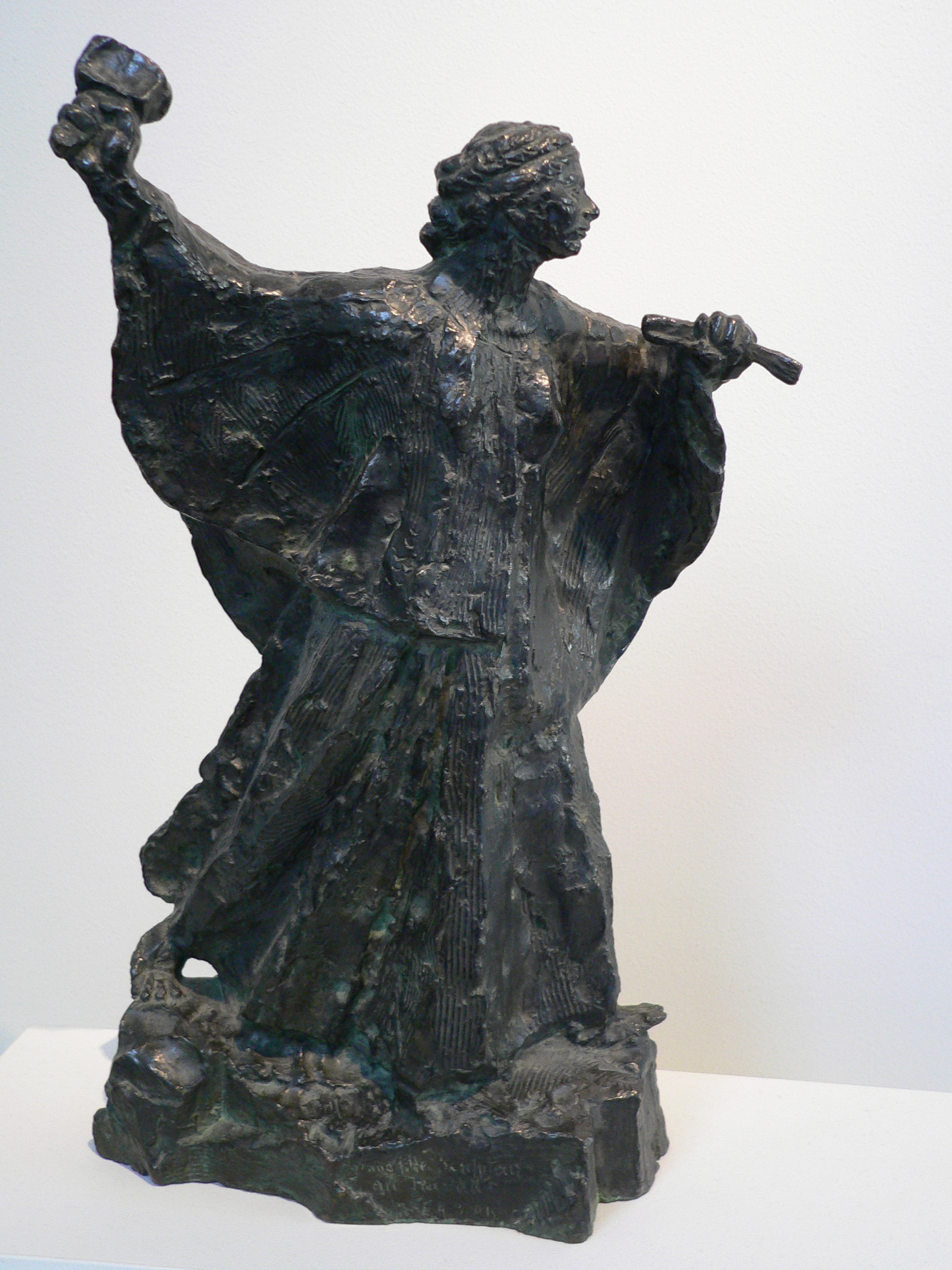
Femme sculpteur au travail, Stanford, Iris & B. Gerald Cantor Center for Visual Arts
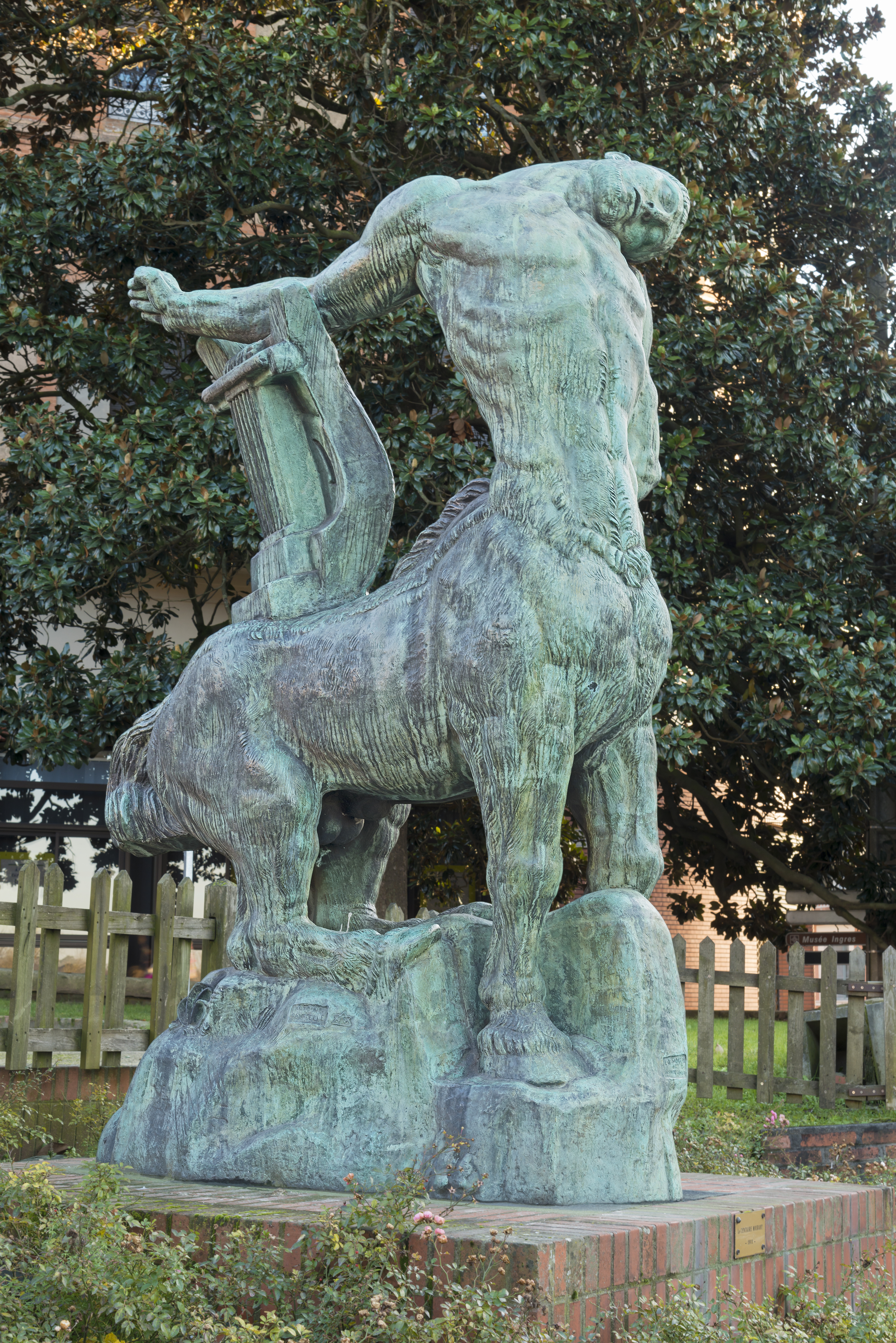
Centaure mourant, Montauban, Musée Ingres
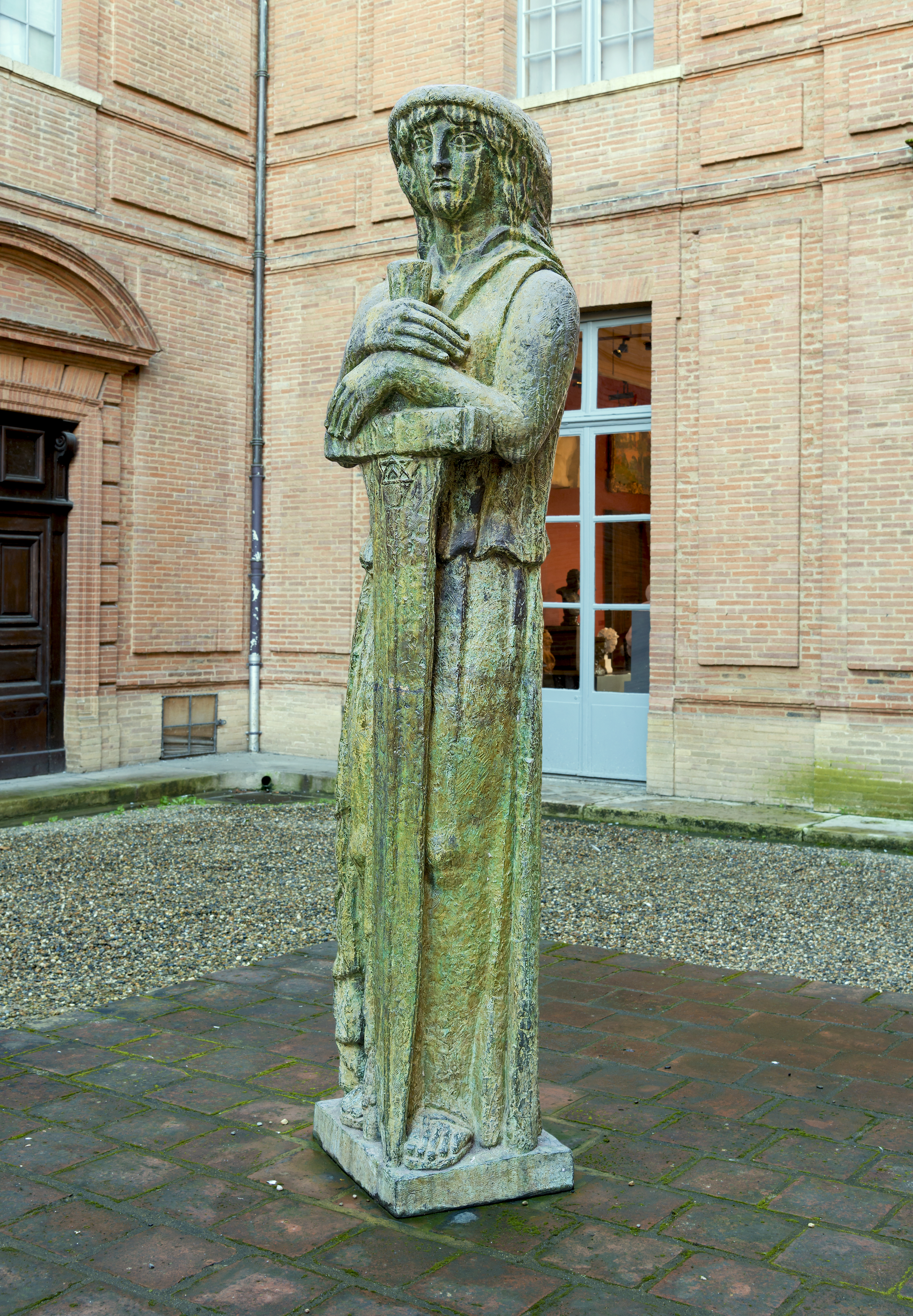
La Victoire de Hartmannswillerkopf, Montauban
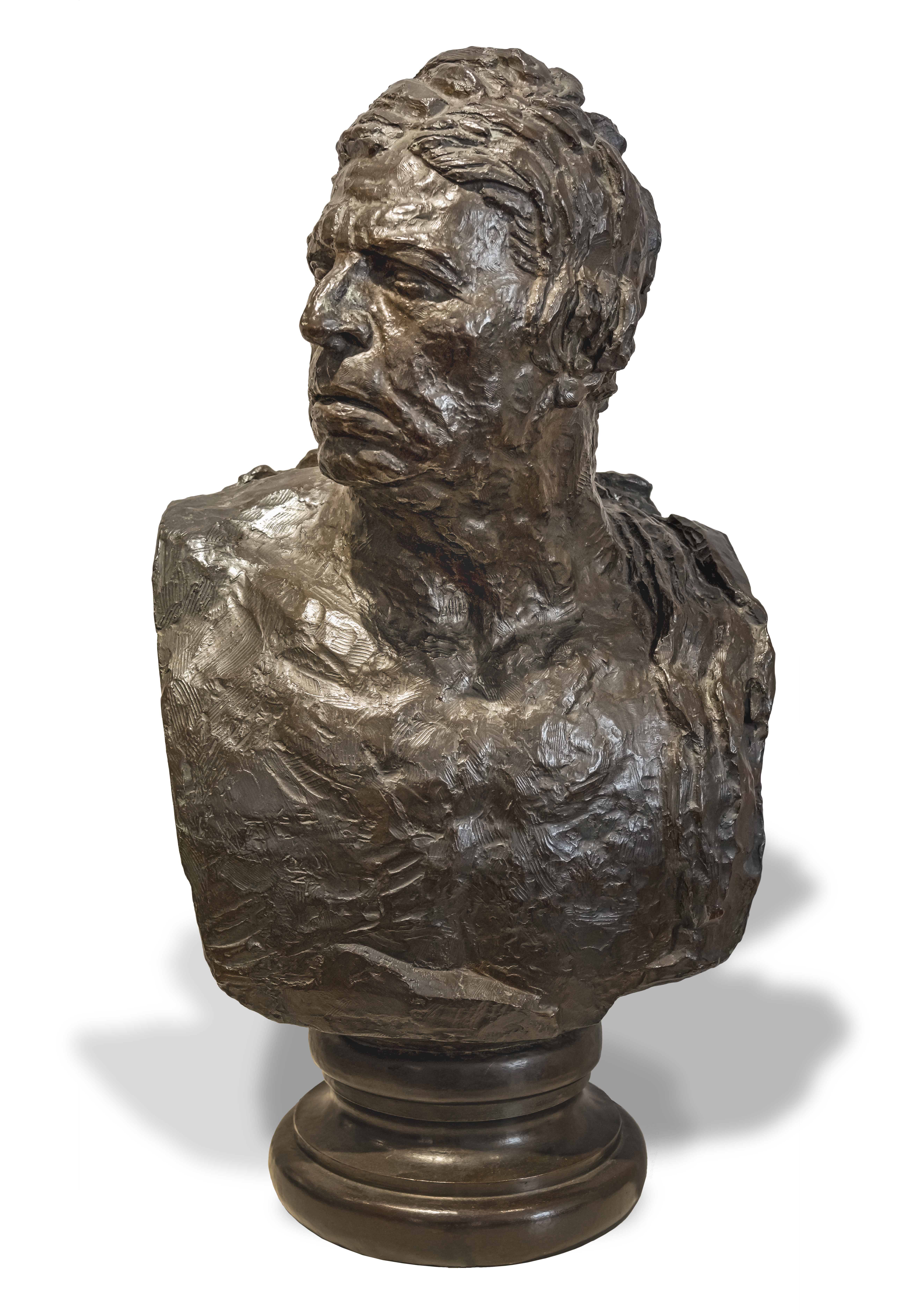
Dominique Ingres, Musée Ingres-Bourdelle
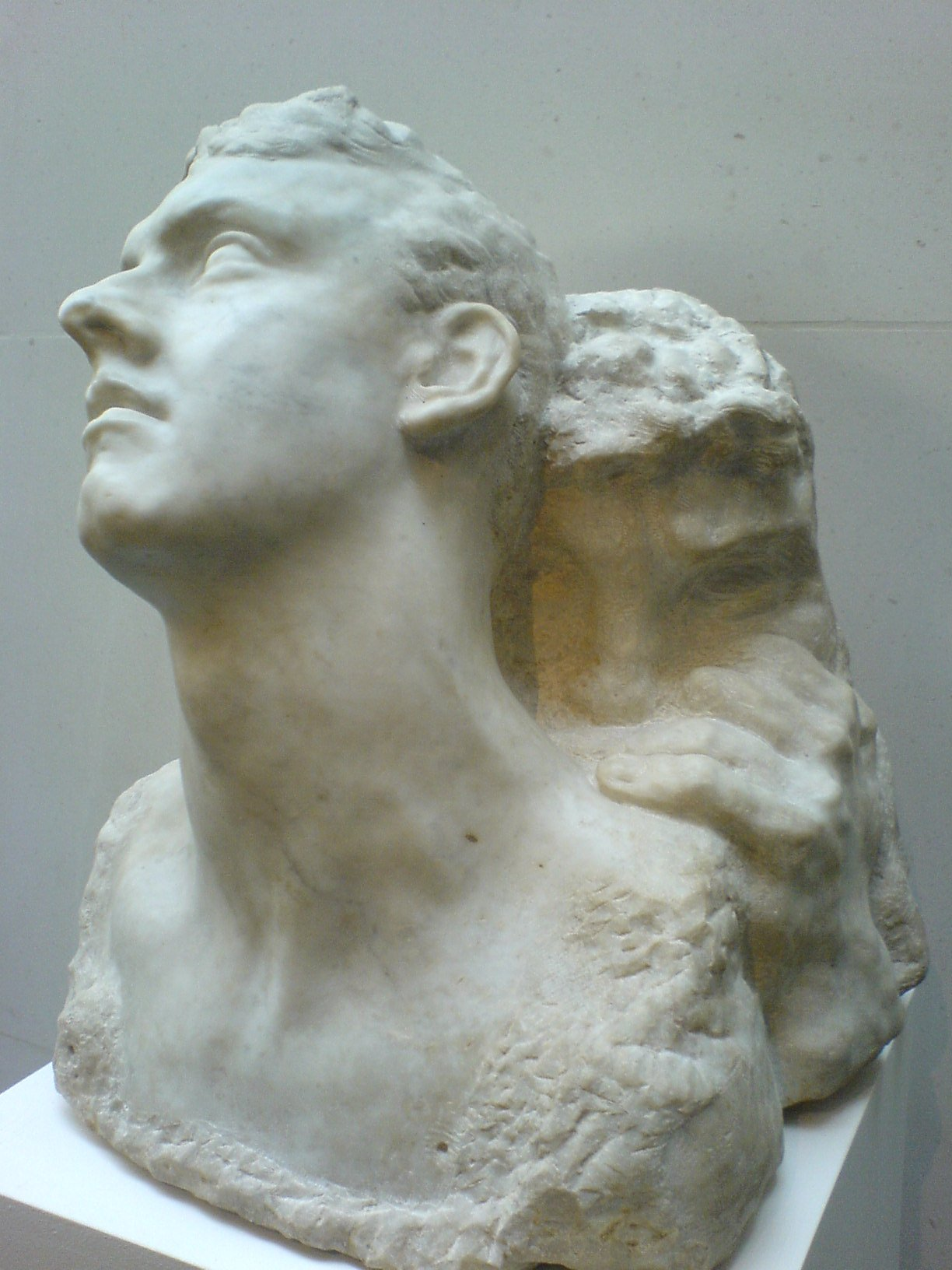
Nappal és éjjel, Párizs, Musée Bourdelle
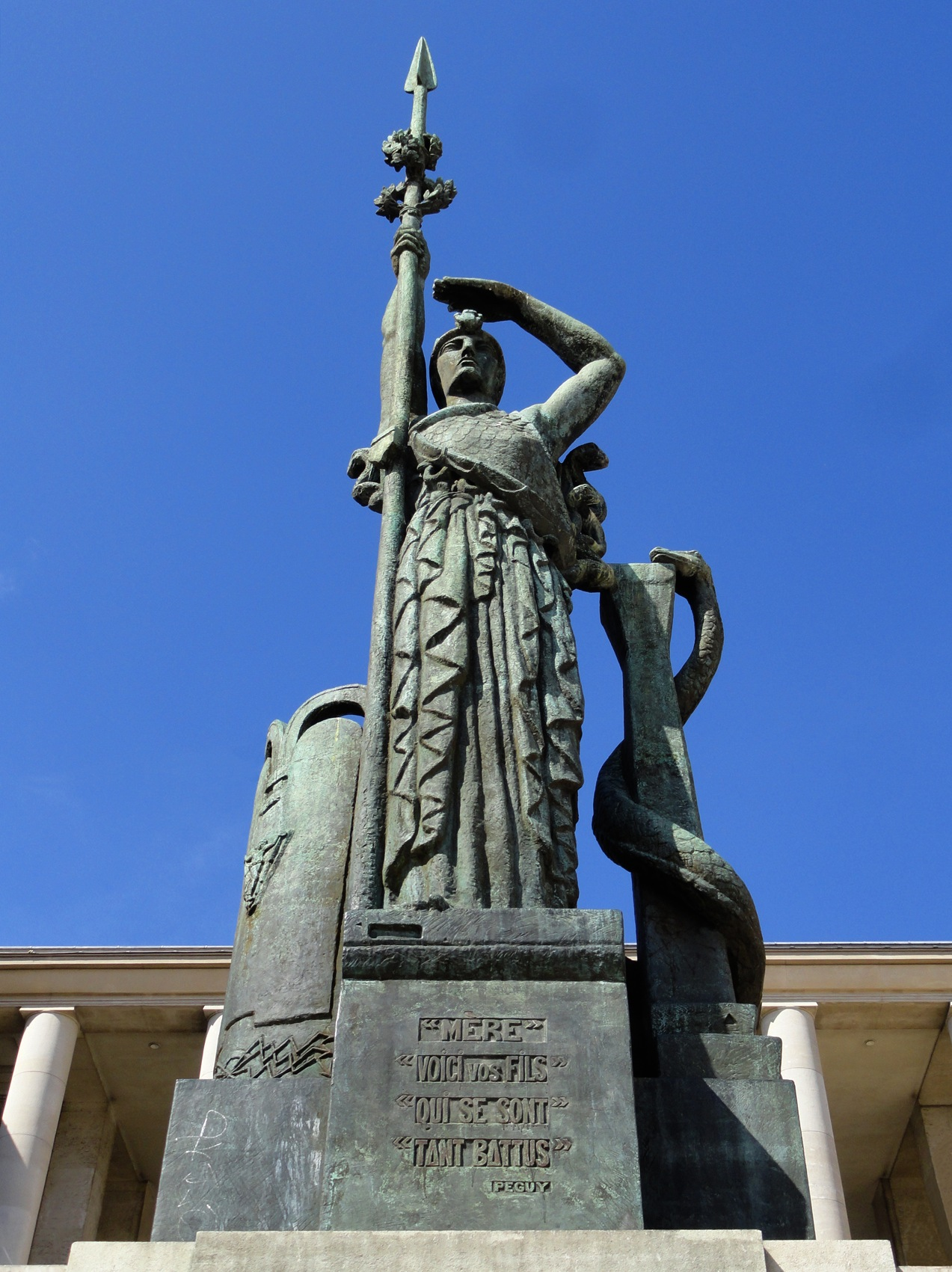
La France (vers 1922), Párizs, esplanade du palais de Tokyo
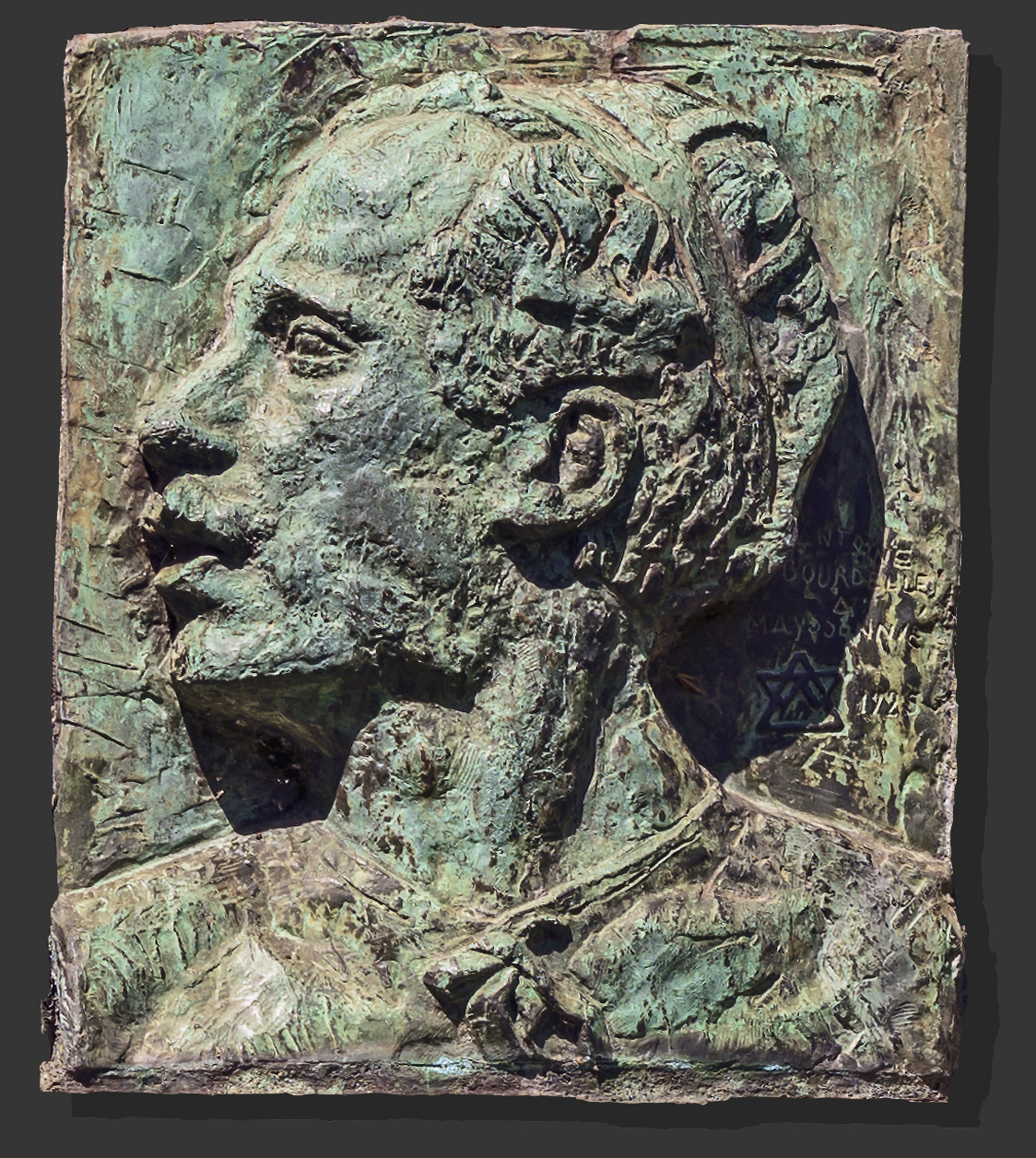
Alfred Mayssonié (1922), Toulouse
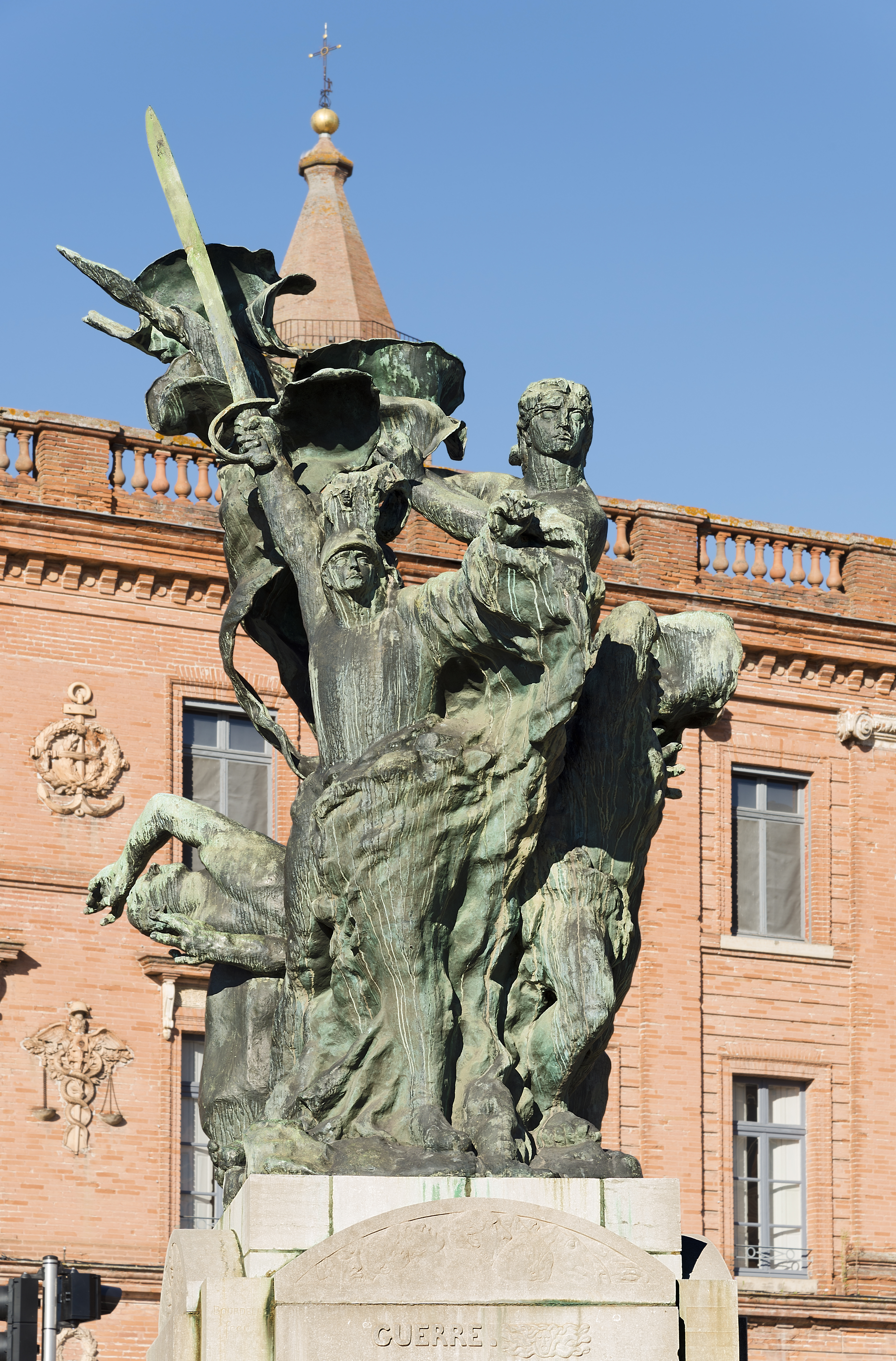
Tarn-et-Garonne 1870-1871-es harcosainak és védelmezőinek emlékműve (1902), Montauban
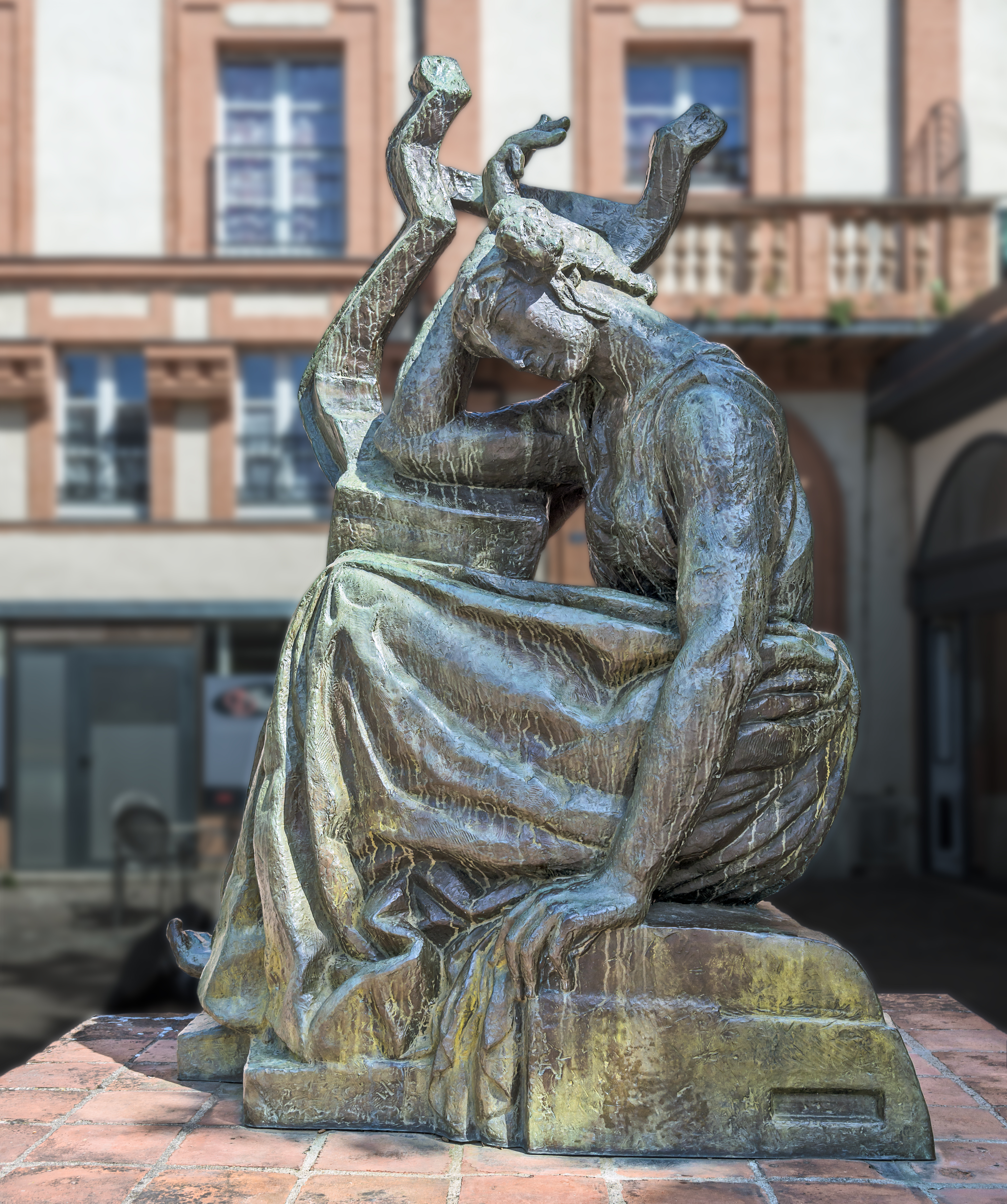
Sapho (1925), Montauban
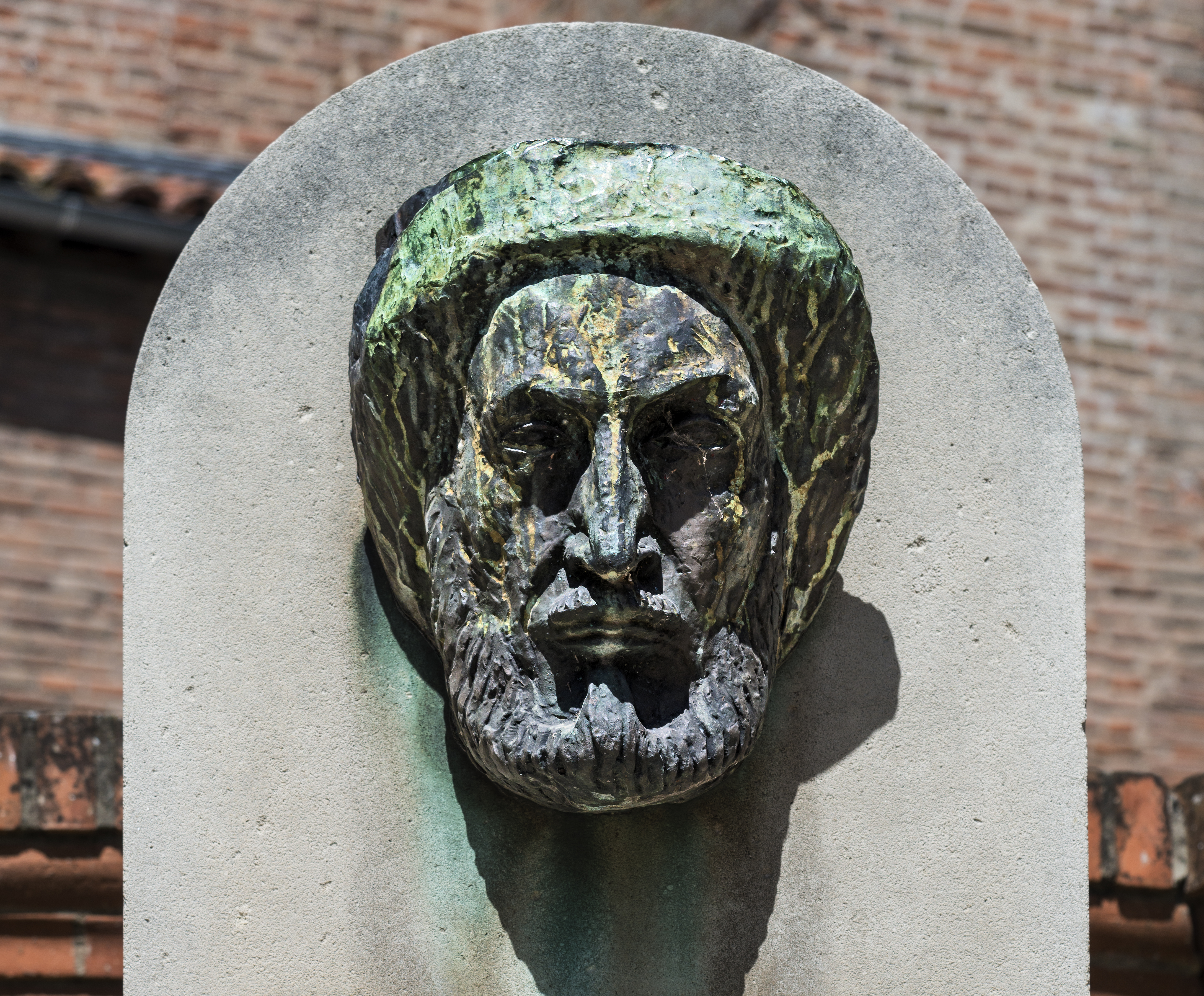
Maszk (1925), Montauban